# Molins de vent a Mallorca

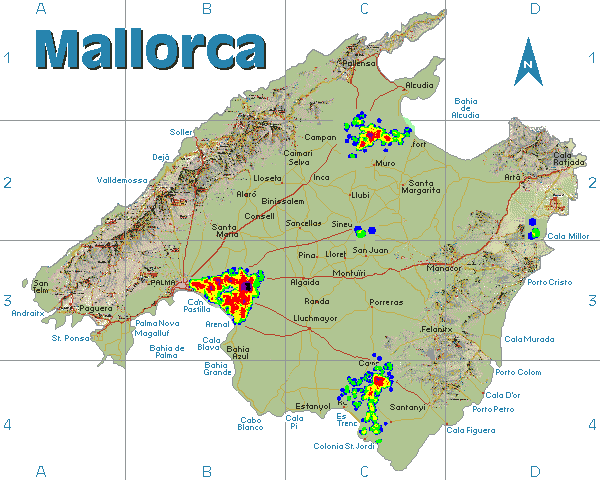
Ubicació de molins de vent en l'illa de Mallorca

Els molins de vent a Mallorca tenen una llarga tradició. En el passat eren considerats una part important de l'agricultura mallorquina i caracteritzen avui el paisatge d'aquesta illa.
Excepció feta de l'illa de Creta, en cap lloc del món no hi ha tants molins de vent com a Mallorca. De tota manera, la seva distribució a l'illa és molt irregular i molts estan deteriorats, per bé que n'hi ha força de restaurats.

## Història
L'origen dels molins de vent de Mallorca és controvertit. Es diu que els perses van desenvolupar els molins de vent i al segle VII es van usar de forma generalitzada a la Mediterrània. Després, els àrabs es van apoderar el disseny pràctic d'aquest tipus de molí i els van prendre com a part de l'expansió de l'Islam cap a l'oest, a la península Ibèrica. Es creu que a Mallorca ja hi havia molins de vent abans de la conquesta cristiana el 1229.
La primera evidència de molins de gra a Mallorca data del s. XIV. Al barri del Molinar hi havia més de 50 molins, que van donar el nom al barri. Entre els segles XVII i XVIII hi havia al voltant de 1.000 molins dispersos per tota l'illa. No obstant això, la majoria dels exemplars supervivents daten del segle xix i van servir per extreure aigua subterrània per a regar els camps.
Encara que els molins de vent han perdut la seva utilitat per l'agricultura, són una part integrant del patrimoni cultural de les Illes Balears. Actualment queden al voltant uns 3.300 molins a l'illa.

## Tipus
| Tipus                            | Introducció | Ús                                   | Situació                                      | Imatge |
| -------------------------------- | ----------- | ------------------------------------ | --------------------------------------------- | ------ |
| Molí fariner de torre ampla      | s. XIV i XV | Molta de gra, sal i altres materials | En tot Mallorca                               |        |
| Molí fariner de veles amb gaions | s. XVIII    | Molta de gra                         | Selva                                         |        |
| Molí fariner de torre estreta    | s. XIX      | Molta de gra i sal                   | En tot Mallorca                               |        |
| Molí fariner de veles i coa      | s. XIX      | Molta de gra                         | Manacor i Llucmajor                           |        |
| Molí aiguader antic              | 1847        | Extracció d'aigua                    | Pla de Sant Jordi (prop al Aeroport de Palma) |        |
| Molí de ramell                   | 1854        | Extracció d'aigua                    | Palma / St. Jordi i Campos / Ses Salines      |        |
| Molí de ramell amb coa           | 1862        | Extracció d'aigua                    | Palma / St. Jordi i Campos / Ses Salines      |        |
| Molí de ramell gran              | 1880        | Extracció d'aigua                    | Sa Pobla / Muro                               |        |
| Aerobomba tipus americà          | 1920        | Extracció d'aigua                    | En tot Mallorca                               |        |
| Molí de ferro                    | 1934        | Extracció d'aigua                    | En tot Mallorca                               |        |
| Molí de ferro amb pales de fusta | 1940        | Extracció d'aigua                    | Prop a Palma                                  |        |
| Molí de ferro gran               | 1940        | Extracció d'aigua                    | Prop de Sa Pobla                              |        |
| Aerogenerador                    | 1930        | Generador d'electricitat             | En tot Mallorca                               |        |

## Ubicació

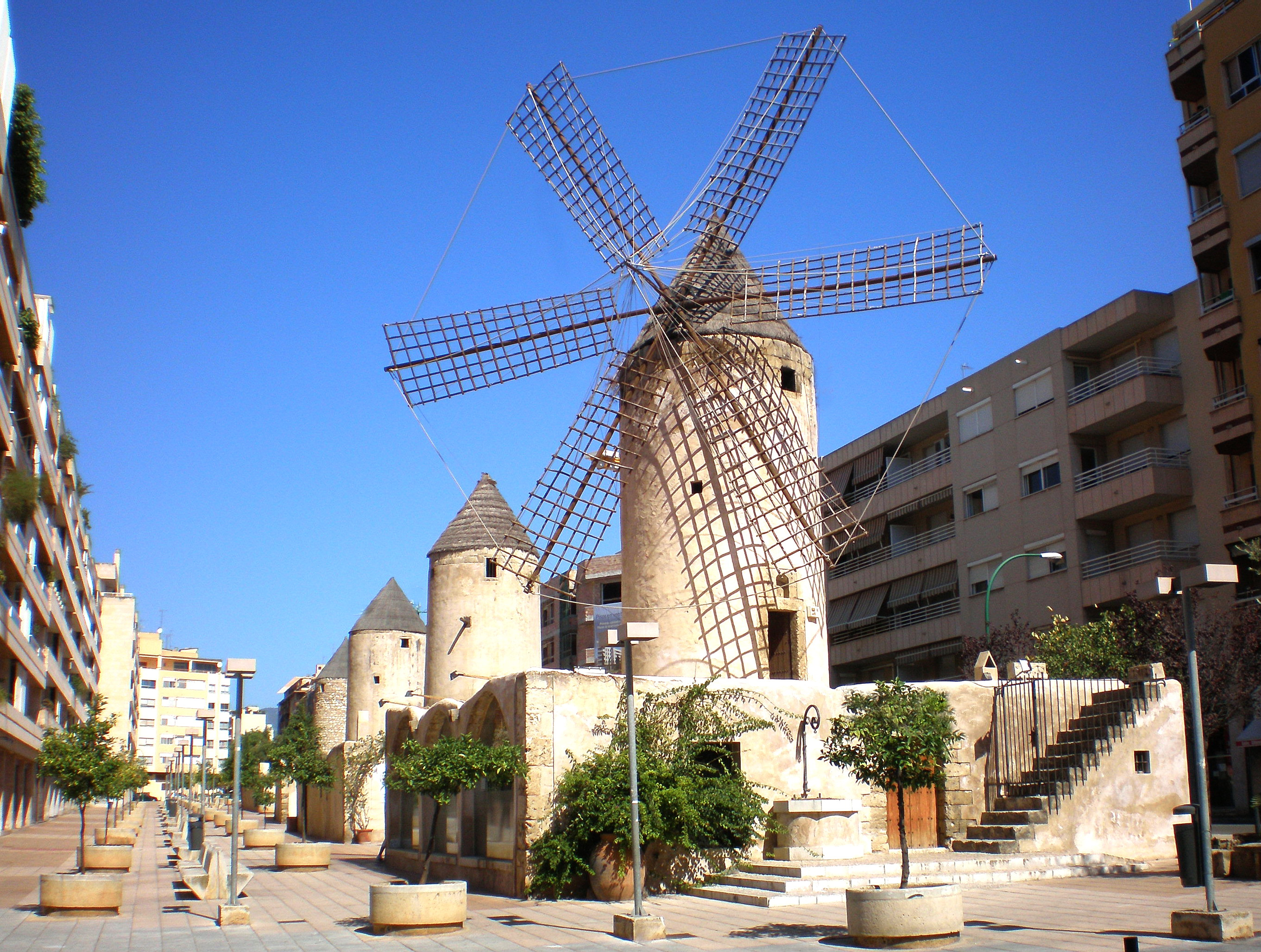
Molins de vent antics al centre de Palma

| Municipi:            | Molins aiguaders* | Molins fariners* | Total |
| Alaró                | 3                 | 3                | 6     |
| Alcúdia              | 8                 | 11               | 19    |
| Algaida              | 13                | 24               | 37    |
| Andratx              | 4                 | 15               | 19    |
| Ariany               | 1                 | 6                | 7     |
| Artà                 | 2                 | 23               | 25    |
| Binissalem           | 2                 | 7                | 9     |
| Búger                | 10                | 10               | 20    |
| Calvià               | 6                 | 6                | 12    |
| Campanet             | 8                 | 7                | 15    |
| Campos               | 629               | 31               | 660   |
| Capdepera            | 3                 | 19               | 22    |
| Consell              | 0                 | 2                | 2     |
| Costitx              | 0                 | 5                | 5     |
| Esporles             | 0                 | 1                | 1     |
| Felanitx             | 5                 | 76               | 81    |
| Inca                 | 2                 | 13               | 15    |
| Lloret de Vistalegre | 2                 | 6                | 8     |
| Lloseta              | 1                 | 1                | 2     |
| Llubí                | 3                 | 9                | 12    |
| Llucmajor            | 21                | 85               | 106   |
| Manacor              | 10                | 58               | 68    |
| Maria de la Salut    | 0                 | 6                | 6     |
| Marratxí             | 16                | 9                | 25    |
| Montuïri             | 3                 | 24               | 27    |
| Muro                 | 183               | 10               | 193   |
| Palma                | 1.112             | 72               | 1.184 |
| Petra                | 4                 | 20               | 24    |
| Pollença             | 1                 | 5                | 6     |
| Porreres             | 3                 | 40               | 43    |
| Puigpunyent          | 1                 | 5                | 6     |
| Sa Pobla             | 298               | 13               | 311   |
| Sant Joan            | 2                 | 14               | 16    |
| Sant Llorenç         | 10                | 20               | 30    |
| Santa Eugènia        | 0                 | 5                | 5     |
| Santa Margalida      | 6                 | 19               | 25    |
| Santa Maria          | 7                 | 7                | 14    |
| Santanyí             | 10                | 38               | 48    |
| Selva                | 2                 | 5                | 7     |
| Sencelles            | 9                 | 11               | 20    |
| Ses Salines          | 92                | 7                | 99    |
| Sineu                | 5                 | 19               | 24    |
| Sóller               | 0                 | 1                | 1     |
| Son Servera          | 12                | 16               | 28    |
| Valldemossa          | 0                 | 5                | 5     |
| Vilafranca de Bonany | 3                 | 7                | 10    |
| Suma total:          | 2.512             | 796              | 3.308 |

* Taula 2003 Font: FODESMA

## Rehabilitació i conservació
El 1993, FODESMA (Foment al Desenvolupament de Mallorca) va fundar el Taller de restauració de molins de Son Bonet aprofitant unes instal·lacions de l'Aeròdrom de Son Bonet amb l'objectiu de formar els joves en la construcció i restauració de molins de vent.